# Love is... (жувальна гумка)
Love is … — жувальна гумка з вкладишами про любов виробництва турецької компанії «Kent». Була популярна в Україні, Росії та інших країнах СНД в 1990-х роках. І зараз виробляється у Туреччині.

## Вкладиш
На вкладишах жувальної гумки були малюнки британського художника Білла Еспрі, що відображають різні прояви взаємин хлопчика і дівчинки і містять коротке романтичне визначення любові. Наприклад:
- Любов — це казати їй, що вона найгарніша у світі.
- Любов — це знати, що твоє серце в надійних руках.
- Любов — це коли ти не можеш заснути без його смс.
- Любов — це разом поставити вашу фотографію в рамку.
- Любов — це залишити повідомлення на його вітровому склі.
- Любов — це коли влаштовують для тебе романтичну вечерю.

## Походження малюнків
Love Is … це назва коміксу, створеного в Новій Зеландії карикатуристкою Кім Казалі в 1960-ті роки. Малюнки виникли із серії любовних записок, які Кім малювала для свого майбутнього чоловіка, Роберто Казалі. Вони були опубліковані в буклетах наприкінці 1960-х років під псевдонімом «Кім».

## Смаки
Жувальна ґумка має обгортку з двох кольорів і містить два смаки, які символізують «любов двох фруктів». Всього виробляється вісім комбінацій смаків:
1. Банан і полуниця (блакитна обгортка з білими краями)
2. Ананас і апельсин (помаранчева обгортка з жовтими краями)
3. Вишня і лимон (малинова або чорна обгортка з жовтими краями)
4. Перцева м'ята і ментол (обгортка кольору морської хвилі зі сріблястими краями)
5. Яблуко і лимон (салатова обгортка з жовтими краями)
6. Кокос і ананас (жовта обгортка з салатовим краями)
7. Черешня і лимон (чорна обгортка з жовтими краями)
8. Шоколад і Диня (коричнева обгортка з жовтими краями)

## Мобільний додаток
У 2016 році з'явився мобільний додаток Love is …, який працює на платформі IOS.
Мобільний додаток дозволяє відсилати комікс-картинки в стилі вкладишів жувальної ґумки Love is… в Twitter, Facebook, Viber, Вконтакте і Однокласники.